# USS Balao (SS-285)
USS Balao (SS/AGSS-285) là một tàu ngầm, chiếc dẫn đầu của lớp tàu mang tên nó từng phục vụ cùng Hải quân Hoa Kỳ trong Chiến tranh Thế giới thứ hai. Nó là chiếc tàu chiến duy nhất của Hải quân Hoa Kỳ được đặt cái tên này, theo tên một chi trong họ cá lim kìm. Nó đã phục vụ trong suốt Thế Chiến II, thực hiện tổng cộng mười chuyến tuần tra, đánh chìm sáu tàu Nhật Bản với tổng tải trọng 31.920 tấn. Được cho ngừng hoạt động sau khi xung đột chấm dứt vào năm 1946, nó được huy động trở lại để tiếp tục phục vụ trong cuộc Chiến tranh Lạnh từ năm 1952 đến năm 1963, và xếp lại lớp như một tàu ngầm phụ trợ AGSS-285 vào năm 1960. Con tàu cuối cùng bị đánh chìm như một mục tiêu ngoài khơi Florida vào năm 1963. Balao được tặng thưởng chín Ngôi sao Chiến trận do thành tích phục vụ trong Thế Chiến II.

## Thiết kế và chế tạo
Thiết kế của lớp Balao được cải tiến dựa trên  tàu ngầm lớp Gato dẫn trước, là một kiểu tàu ngầm hạm đội có tốc độ trên mặt nước cao, tầm hoạt động xa và vũ khí mạnh để tháp tùng hạm đội chiến trận. Khác biệt chính so với lớp Gato là ở cấu trúc lườn chịu áp lực bên trong dày hơn, và sử dụng thép có độ đàn hồi cao (HTS: High-Tensile Steel), cho phép lặn sâu hơn đến 400 ft (120 m). Con tàu dài 311 ft 9 in (95,02 m) và có trọng lượng choán nước 1.526 tấn Anh (1.550 t) khi nổi và 2.424 tấn Anh (2.463 t) khi lặn. Chúng trang bị động cơ diesel dẫn động máy phát điện để cung cấp điện năng cho bốn động cơ điện, đạt được công suất 5.400 shp (4.000 kW) khi nổi và 2.740 shp (2.040 kW) khi lặn, cho phép đạt tốc độ tối đa 20,25 hải lý trên giờ (37,50 km/h) và 8,75 hải lý trên giờ (16,21 km/h) tương ứng. Tầm xa hoạt động là 11.000 hải lý (20.000 km) khi đi trên mặt nước ở tốc độ 10 hải lý trên giờ (19 km/h) và có thể hoạt động kéo dài đến 75 ngày.
Tương tự như lớp Gato dẫn trước, lớp Balao được trang bị mười ống phóng ngư lôi 21 in (530 mm), gồm sáu ống trước mũi và bốn ống phía phía đuôi tàu, chúng mang theo tối đa 24 quả ngư lôi. Vũ khí trên boong tàu gồm một hải pháo 4 inch/50 caliber, một khẩu pháo phòng không Bofors 40 mm nòng đơn và một khẩu đội Oerlikon 20 mm nòng đôi, kèm theo hai súng máy .50 caliber. Trên tháp chỉ huy, ngoài hai kính tiềm vọng, nó còn trang bị ăn-ten radar SD phòng không và SJ dò tìm mặt biển. Tiện nghi cho thủy thủ đoàn bao gồm điều hòa không khí, thực phẩm trữ lạnh, máy lọc nước, máy giặt và giường ngủ cho hầu hết mọi người, giúp họ chịu đựng cái nóng nhiệt đới tại Thái Bình Dương cùng những chuyến tuần tra kéo dài đến hai tháng rưỡi.
Balao được đặt lườn tại Xưởng hải quân Portsmouth ở Kittery, Maine vào ngày 26 tháng 6, 1942. Nó được hạ thủy vào ngày 27 tháng 10, 1942, được đỡ đầu bởi bà Jane Aylward, và được cho nhập biên chế cùng Hải quân Hoa Kỳ vào ngày 4 tháng 2, 1943 dưới quyền chỉ huy của Hạm trưởng, Thiếu tá Hải quân Richard Henry Crane.

## Lịch sử hoạt động

### 1943
Sau khi hoàn tất việc chạy thử máy huấn luyện trong sáu tuần lễ tại vùng biển ngoài khơi New London, Connecticut, Balao chuẩn bị để được điều động sang khu vực Mặt trận Thái Bình Dương. Nó khởi hành từ Căn cứ Tàu ngầm Hải quân New London, băng qua kênh đào Panama và gia nhập cùng Đệ Thất hạm đội tại Brisbane, Australia vào ngày 10 tháng 7, 1943, nơi nó được bảo trì cặp bên mạn tàu tiếp liệu tàu ngầm Fulton (AS-11).

#### Chuyến tuần tra thứ nhất
Khởi hành từ Brisbane vào ngày 25 tháng 7 cho chuyến tuần tra đầu tiên, Balao được tàu cứu hộ tàu ngầm Coucal (ASR-8) tiếp thêm nhiên liệu vào ngày 29 tháng 7, và đến ngày 7 tháng 8 bắt đầu tuần tra dọc theo tuyến hàng hải giữa Truk và quần đảo Bismarck. Nó bắt gặp năm mục tiêu, nhưng không lần nào có được vị trí thuận lợi để tấn công, rồi rời vị trí vào ngày 26 tháng 8 để chuyển sang tuần tra dọc theo tuyến hàng hải giữa Palau và Rabaul. Nó lại không tìm thấy mục tiêu phù hợp, và nhiều lần phải lặn khẩn cấp để né tránh máy bay tuần tra đối phương. Con tàu kết thúc chuyến tuần tra khi quay về để bảo trì cặp bên mạn Fulton tại Brisbane vào ngày 13 tháng 9.

#### Chuyến tuần tra thứ hai
Trong chuyến tuần tra thứ hai từ ngày 4 tháng 10 đến ngày 7 tháng 11, cùng với tàu ngầm Silversides (SS-236) hướng đến Tulagi thuộc quần đảo Solomon, nơi nó được tiếp thêm nhiên liệu vào ngày 11 tháng 10, rồi đi đến khu vực tuần tra tại quần đảo Bismarck để tiếp tục canh phòng dọc theo tuyến hàng hải Palau-Rabaul. Nó đã phóng một loạt sáu quả ngư lôi vào một đoàn tàu vận tải vào ngày 17 tháng 10, nhưng đối phương cơ động né tránh và tăng tốc chạy thoát. Các tàu hộ tống đối phương phản công bằng mìn sâu, nhưng nó né tránh được mà không bị thiệt hại.
Đến ngày 23 tháng 10 Balao phối hợp cùng Silversides tấn công một đoàn bảy tàu buôn đối phương, phóng một loạt mười quả ngư lôi vào một cụm ba tàu buôn và ghi nhận sáu quả trúng đích gây hư hại cho cả ba mục tiêu. Đợt phản công từ các tàu hộ tống buộc nó phải lặn sâu để né tránh, nên không thể tiếp tục tấn công, nhưng Silversides đã đánh chìm được ba chiếc trong đoàn tàu này.
Sau khi được tiếp thêm nhiên liệu và ngư lôi tại Tulagi, Balao được phái đến tuần tra dọc theo tuyến hàng hải phía Nam Truk vào ngày 28 tháng 10. Vào ngày 4 tháng 11, nó tiếp cận ngầm dưới nước để tấn công hai tàu buôn với sáu quả ngư lôi, nhưng tất cả đều bị trượt. Chiếc tàu ngầm tiếp tục chuyển tra khu vực giữa Truk và New Hanover nhưng không bắt gặp mục tiêu nào, nên kết thúc chuyến tuần tra tại vịnh Milne, New Guinea, nơi nó được bảo trì cặp bên mạn Fulton.

#### Chuyến tuần tra thứ ba
Lên đường vào ngày 6 tháng 12, Balao hoạt động thực hành huấn luyện tiếp cận mục tiêu, rồi thực hành liên lạc và nhận dạng "bạn-thù" cùng máy bay tuần tra trong ngày 13 tháng 12 trước khi tiến hành chuyến tuần tra thứ ba. Vào ngày 27 tháng 12, nó phóng một loạt bốn quả ngư lôi vào một tốp hai  tàu tuần dương lớp Mogami và hai  tàu khu trục lớp Asashio đang di chuyển ở tốc độ 20 hải lý trên giờ (37 km/h). Nó ghi nhận được ba tiếng nổ, nhưng không thấy thiệt hại nào cho tàu đối phương, có thể do các quả ngư lôi đã bị kích nổ sớm, một hiện tượng thường gặp vào lúc đó.
Sang ngày 1 tháng 1, 1944, Balao bắt gặp một tàu chở hàng lớn được hai tàu hộ tống bảo vệ; thời tiết xấu khiến cho việc tiếp cận mục tiêu khó khăn, nhưng cũng giúp nó lẫn khuất giữa một cơn mưa giông khi phóng sáu quả ngư lôi vào mục tiêu, ghi nhận được ba tiếng nổ. Vài ngày sau đó nó gặp lại cùng đoàn tàu này, với chiếc tàu buôn chỉ bị hư hại, và không thể tấn công khi bị các tàu hộ tống canh phòng ráo riết. Chiếc tàu ngầm được lệnh quay trở về Brisbane vào ngày 7 tháng 1, đến nơi tám ngày sau đó.

### 1944

#### Chuyến tuần tra thứ tư
Sau khi được tái trang bị và tiến hành một lượt huấn luyện ngắn, Balao lại lên đường vào ngày 6 tháng 2, đi ngang qua Tulagi để hướng đến khu vực tuần tra phía Bắc New Guinea, đến nơi vào ngày 13 tháng 2. Vào nữa đêm ngày 23 tháng 2, nó tiếp cận hai tàu buôn được một tàu hộ tống nhỏ bảo vệ, và phóng một loạt sáu quả ngư lôi vào chiếc tàu buôn lớn hơn, trúng đích được ba quả. Sau khi lặn xuống để né tránh phản công từ chiếc tàu hộ tống, nó quay trở lại hiện trường để điều tra kết quả, cứu vớt một thủy thủ sống sót trên mặt nước và xác nhận tàu chở hành khách Nikki Maru (5.857 tấn) đã bị đắm nhanh chóng sau khi trúng ngư lôi ở tọa độ 00°07′B 135°42′Đ / 0,117°B 135,7°Đ. Đến ngày 26 tháng 2, nó phát hiện một đoàn tàu vận tải nhưng không có cơ hội tấn công, vì một đợt tấn công bằng ngư lôi từ tàu ngầm Gato (SS-212) đã khiến các tàu hộ tống quay sang truy đuổi Balao.
Hai ngày sau đó, Balao phát hiện và theo dõi một đoàn ba tàu buôn được một tàu hộ tống bảo vệ. Nó tiếp cận mục tiêu sau nữa đêm, phóng một loạt sáu quả ngư lôi phía mũi vào chiếc tàu buôn dẫn đầu, rồi phóng tiếp bốn quả nữa phía đuôi vào hai mục tiêu còn lại, ghi nhận nhiều tiếng nổ. Một trong các tàu buôn bị hư hại nả pháo 3 in (76 mm) nhắm vào chiếc tàu ngầm, nhưng đối phương nhanh chóng nổ tung và im tiếng. Balao không quan sát được kết quả trong bóng đêm và màn khói dày đặc, chỉ ghi nhận qua radar hai mục tiêu biến mất khỏi màn hình, rồi đánh lừa chiếc tàu hộ tống ra khỏi khu vực nhưng không thể tìm thấy mục tiêu thứ ba. Tài liệu thu được sau chiến tranh xác nhận tàu chở hàng Shoho Maru (2.723 tấn) và tàu chở hành khách Akiuro Maru (6.803 tấn) đã bị nó đánh chìm ở tọa độ 00°06′B 132°53′Đ / 0,1°B 132,883°Đ.
Vào ngày 3 tháng 3, Balao phóng một loạt bốn quả ngư lôi vào một tàu chở hàng nhỏ và một tàu hộ tống ở khoảng cách xa, và các quả ngư lôi đã đi bên dưới mục tiêu. Cùng trong ngày hôm đó nó phát hiện một đoàn bốn tàu nhỏ, nhưng không thể tiếp cận. Sang ngày hôm sau, nó bắt gặp hai tàu buôn và tiếp tục theo dõi cho đến khi vào được vị trí phù hợp để tấn công, và phóng bốn quả ngư lôi phía đuôi về phía mục tiêu, nhưng tất cả đều trượt hay tịt ngòi. Với tất cả ngư lôi mang theo đã bị tiêu phí hết, nó lên đường quay trở về vịnh Langemak, New Guinea, nơi nó được tiếp liệu cặp bên mạn Coucal vào ngày 7 tháng 3, rồi tiếp tục hành trình hướng về quần đảo Hawaii, đi đến Trân Châu Cảng vào ngày 19 tháng 3.

#### Chuyến tuần tra thứ năm
Hoàn tất việc trang bị và huấn luyện vào ngày 24 tháng 4, Balao lên đường vào ngày hôm sau cho chuyến tuần tra thứ năm, ghé đến Midway trong vài giờ để tiếp thêm nhiên liệu trước khi đi đến khu vực hoạt động tại quần đảo Palau. Nó bắt gặp một đoàn tàu nhỏ vào ngày 14 tháng 5, nhưng không thể tiếp cận mục tiêu do bị tàu hộ tống đối phương theo dõi, rồi sau đó chuyển sang tuần tra dọc tuyến hàng hải giữa Yap và Palau. Mục tiêu bắt gặp tiếp theo lại không thuận tiện để tấn công, và con tàu lại gặp trục trặc radar mặt biển nên không tiếp tục theo dõi được.
Đến ngày 1 tháng 6, Balao dò được qua radar một đoàn bốn tàu buôn và tiếp theo theo đuổi cho đến nữa đêm ngày 2 tháng 6, khi nó phóng một loạt sáu quả ngư lôi phía mũi vào mục tiêu lớn nhất, ghi được hai phát trúng đích. Mặc dù bị các tàu hộ tống truy đuổi, nó tiếp tục theo dõi và áp sát mục tiêu, nhưng lại không thể tấn công vì bị tàu đối phương ngăn cản, và đến sáng hôm sau tiếp tục bị máy bay tuần tra đối phương truy lùng. Do sắp cạn nhiên liệu, chiếc tàu ngầm đi đến đảo san hô Majuro vào ngày 12 tháng 6, nơi nó được bảo trì cặp bên mạn tàu tiếp liệu tàu ngầm Sperry (AS-12).

#### Chuyến tuần tra thứ sáu
Balao bắt đầu chuyến tuần tra thứ sáu vào ngày 5 tháng 7 khi nó rời Majuro để hướng sang khu vực Palau. Nó chỉ bắt gặp một số mục tiêu nhỏ không có giá trị cho đến ngày 26 tháng 7, khi nó tham gia bắn phá đảo Angaur thuộc quần đảo Palau, bắt trúng đích nhiều phát đạn pháo vào một hải đăng và bến tàu. Trong ngày hôm đó, sau khi chứng kiến một máy bay tiêm kích từ tàu sân bay Bunker Hill (CV-17) bị bắn rơi xuống biển, chiếc tàu ngầm đã nhanh chóng đi đến nơi để cứu vớt. Sau khi chuyển viên phi công được giải cứu sang tàu khu trục Dortch, nó quay trở lại vai trò tìm kiếm và giải cứu ngoài khơi đảo Peleliu, nơi nó cứu vớt thêm hai phi công nữa vào ngày 27 tháng 7. 
Hai ngày sau đó Balao tham gia cùng tàu ngầm Drum (SS-228) để phối hợp tấn công hai tàu buồm đối phương bằng hải pháo, buộc thủy thủ đối phương phải bỏ tàu và cả hai thuyền buồm đều bị phá hủy. Sau đó nó quay trở lại vai trò tuần tra và tìm kiếm giải cứu cho đến ngày 12 tháng 8, rồi gia nhập cùng tàu khu trục Conyngham (DD-371) để quay trở về Tanapag Harbor, Saipan. Chiếc tàu ngầm được lệnh quay trở về Hoa Kỳ, nơi nó trải qua một đợt đại tu tại Xưởng hải quân Mare Island từ ngày 20 tháng 8. Hoàn tất công việc, nó quay trở lại Trân Châu Cảng vào ngày 15 tháng 11. 

### 1945

#### Chuyến tuần tra thứ bảy
Balao rời Trân Châu Cảng vào ngày 4 tháng 12, 1944 để hướng sang Tanapag Harbor, gặp gỡ các tàu ngầm chị em Spot (SS-413) và Icefish (SS-367) trên đường đi. Đến nơi vào ngày 15 tháng 12, họ neo đậu cặp bên mạn tàu tiếp liệu tàu ngầm Fulton. Sau khi được chất đầy nhiên liệu, nước và tiếp liệu, lực lượng lên đường hai ngày sau đó hướng sang Hoàng Hải và hoạt động với nhau như một đội tấn công phối hợp ("Bầy sói"). Cho đến ngày 2 tháng 1, 1945, họ chỉ bắt gặp các tàu đánh cá và những quả thủy lôi trôi nổi; rồi vào ngày hôm đó Balao tìm thấy một tàu buồm 3 cột buồm, và nổi lên để tấn công với ba quả ngư lôi được phóng ra. Hai quả bị trượt, nhưng quả thứ ba đánh trúng giữa tàu và đánh chìm mục tiêu.
Đang khi tuần tra trong đêm 7 tháng 1, Balao dò thấy một mục tiêu lớn bằng radar và di chuyển tiếp cận để tấn công. Đến 01 giờ 15 phút ngày 8 tháng 1, nó phóng ra một loạt sáu quả ngư lôi, trong đó ba quả đã trúng đích nhưng chưa đủ để đánh chìm mục tiêu mà Balao nhận định là một tàu chở dầu. Chiếc tàu ngầm phóng thêm bảy quả ngư lôi nữa, với ba quả trúng đích nhưng vẫn không thể đánh chìm đối thủ. Chiếc tàu ngầm tiếp cận mục tiêu để phóng thêm một loạt ba quả ngư lôi, và một phát trúng đích sau cùng đã đánh chìm tàu đối phương lúc 02 giờ 00. Ghi chép của phía Nhật Bản thu được sau chiến tranh cho biết mục tiêu của Balao trong vụ này không phải là một tàu chở dầu, mà là chiếc tàu chở hàng Daigo Maru (5.244 tấn), bị đắm tại tọa độ 34°28′B 122°39′Đ / 34,467°B 122,65°Đ. Sau đó, Balao tuần tra độc lập cho đến ngày 19 tháng 1, khi nó đi đến Apra Harbor, Guam để được tái trang bị cặp bên mạn tàu tiếp liệu tàu ngầm Apollo.

#### Chuyến tuần tra thứ tám
Balao bắt đầu chuyến tuần tra thứ tám từ ngày 27 tháng 2 trong thành phần một "Bầy sói" khác, bao gồm các tàu ngầm Tench (SS-417), Guardfish (SS-217) và Sea Devil (SS-400), để tuần tra tại khu vực biển Hoa Đông và Hoàng Hải. Vào ngày 9 tháng 3, nó tấn công một tàu chở dầu nhỏ có hai tàu vũ trang hộ tống dọc bờ biển với bốn quả ngư lôi, nhưng đều bị trượt. Các tàu hộ tống phản công bằng mìn sâu nhưng không có hiệu quả. Trong tám ngày tiếp theo nó phát hiện nhiều tàu nhỏ nhưng không tấn công, cho đến ngày 18 tháng 3, khi nó bắt gặp một tàu đánh cá 188 tấn di chuyển một mình, và đánh chìm mục tiêu bằng hải pháo rồi cứu vớt ba người sống sót.
Đến sáng sớm ngày hôm sau, Balao tấn công một đoàn tàu vận tải bốn chiếc được bốn tàu vũ trang hộ tống, phóng tổng cộng 10 quả ngư lôi. Nó ghi được bốn phát trúng đích và một mục tiêu bị nổ tung, nhưng không thể biết chắc kết quả. Balao được ghi công đã đánh chìm tàu vận tải Hakozaki Maru (10.413 tấn) ở tọa độ 33°09′B 122°08′Đ / 33,15°B 122,133°Đ, với tổn thất nhân mạng lên đến 1.118 hành khách, binh lính và thủy thủ đoàn; đồng thời nó cũng gây hư hại cho tàu chở hàng Tatsuhara Maru và gây tổn thất nhân mạng 149 người. Chiếc tàu ngầm lặn xuống né tránh phản công và di chuyển ra vùng nước sâu để tiếp tục tuần tra, và cùng ngày hôm đó đã tấn công một nhóm tàu đánh cá, đánh chìm một chiếc và bắn cháy ba chiếc khác bằng hải pháo.
Rạng sáng ngày 21 tháng 3, Balao bắt đầu theo dõi một đoàn tàu vận tải hai chiếc được bốn tàu vũ trang hộ tống, và bị đối phương giám sát chặt chẻ. Ngay trước bình minh, nó nỗ lực tiếp cận đến khoảng cách 1.400 yd (1.300 m) và phóng bốn quả ngư lôi. Một tàu hộ tống phát hiện chiếc tàu ngầm và truy đuổi, buộc nó phải thả màn khói ngụy trang rồi lặn sâu né tránh mà không thể quan sát kết quả đợt tấn công. Sang ngày 26 tháng 3, nó bắt gặp tàu chở hàng Shinto Maru số 1 (880 tấn) đánh chìm nó bằng hải pháo ở tọa độ 35°14′B 123°44′Đ / 35,233°B 123,733°Đ. Một tàu tuần tra tìm cách phản công, nhưng chiếc tàu ngầm thoát được, và bắt đầu hành trình quay trở về căn cứ tại Guam. Trên đường đi vào ngày 2 tháng 4, nó phải lặn khẩn cấp để né tránh một máy bay lớn bay thấp, và bị ngập nhiều nước trong tháp chỉ huy, làm hư hại hệ thống radar cùng các thiết bị điện tử khác. Bất chấp hư hại, nó về đến Guam an toàn vào ngày 8 tháng 4.

#### Chuyến tuần tra thứ chín
Sau khi được tiếp tế thực phẩm, nhiên liệu và ngư lôi, Balao bắt đầu chuyến tuần tra thứ chín vào ngày 3 tháng 5, khi nó hướng sang khu vực Hoàng Hải trong thành phần một "Bầy sói", bao gồm các tàu ngầm Dragonet (SS-293), Shad (SS-235) và Spikefish (SS-404). Mục tiêu giờ đây đã trở nên hiếm hoi, và bản thân Balao gặp phải những trục trặc kỹ thuật. Vào ngày 19 tháng 5, nó tấn công một tàu chở hàng nhỏ, cả ba quả ngư lôi phóng ra đều trượt mục tiêu nhắm đến, nhưng một quả lại đánh trúng và đánh chìm một thuyền buồm 30 tấn gần đó. Sang ngày 23 tháng 5, con tàu gặp trục trặc cánh lái đuôi, và nó được lệnh quay trở về Trân Châu Cảng để sửa chữa. Trên đường đi, nó gặp gỡ tàu ngầm Torsk (SS-423) để tiếp nhận một thủy thủ mắc chứng viêm ruột thừa cùng một người khác bị thương từ tàu ngầm Sand Lance (SS-381). Chiều tối hôm đó, nó bất ngờ bị tấn công bởi bốn quả ngư lôi, nhưng nhờ phản ứng kịp thời của sĩ quan trực trên cầu tàu, hai quả sượt qua mạn trái còn hai quả kia bên mạn phải. Con tàu đi đến Midway vào ngày 3 tháng 6, đưa các hành khách lên bờ trước khi tiếp tục hành trình, đi đến Trân Châu Cảng bốn ngày sau đó.

#### Chuyến tuần tra thứ mười
Sau khi được sửa chữa và tiếp liệu, Balao lên đường vào ngày 7 tháng 7 cho chuyến tuần tra cuối cùng trong chiến tranh tại khu vực quần đảo Nanpō và phía Đông Honshū. Nhiệm vụ chính của nó là hoạt động tìm kiếm và giải cứu hỗ trợ các cuộc không kích của lực lượng Đồng Minh xuống các đảo chính quốc Nhật Bản. Nó đã giải cứu được bốn thành viên các đội bay, và khi các mục tiêu nổi gần như vắng bóng, nó chỉ đánh chìm một tàu tuần tra và gây hư hại cho một chiếc khác bằng hải pháo vào ngày 14 tháng 8, một ngày trước khi Nhật Bản chấp nhận đầu hàng, giúp chấm dứt vĩnh viễn cuộc xung đột. Nó gặp gỡ tàu ngầm Peto (SS-265) vào ngày 16 tháng 8 để chuyển các đội bay được giải cứu, rồi lên đường quay trở về Trân Châu Cảng, đến nơi vào ngày 25 tháng 8.
Balao rời Trân Châu Cảng vào ngày 31 tháng 8 để quay về vùng bờ Đông Hoa Kỳ, đi đến đảo Staten, New York, nơi thủy thủ đoàn được nghỉ phép và con tàu được đại tu. Nó được cho xuất biên chế vào ngày 20 tháng 8, 1946, và được đưa về Hạm đội Dự bị Đại Tây Dương, neo đậu tại Căn cứ Tàu ngầm Hải quân New London tại New London, Connecticut.

### 1952 – 1963
Sự kiện Chiến tranh Triều Tiên bùng nổ vào tháng 6, 1950 khiến Hải quân Hoa Kỳ gặp phải tình trạng thiếu hụt tàu chiến hoạt động. Vì vậy Balao được cho tái biên chế trở lại tại Căn cứ Tàu ngầm Hải quân ở New London, Connecticut vào ngày 4 tháng 3, 1952, dưới quyền chỉ huy của Thiếu tá Hải quân S. V. Hadley. Thoạt tiên được điều về Hải đội Tàu ngầm 4 trực thuộc Hạm đội Đại Tây Dương, sau khi hoàn tất việc chạy thử máy huấn luyện, nó được điều sang Hải đội Tàu ngầm 12 đặt căn cứ tại Key West, Florida, và phục vụ chủ yếu trong vai trò huấn luyện chống tàu ngầm cũng như hoạt động cùng Lực lượng Phát triển Đặc biệt tại các khu vực hoạt động Key West và tại vịnh Guantánamo, Cuba.
Sau khi ghé thăm nhiều cảng ở phía Nam Hoa Kỳ, Balao gia nhập cùng các tàu chiến thuộc Hải đội Khu trục 24 trong một chuyến đi kết hợp huấn luyện chống tàu ngầm đồng thời viếng thăm thiện chí Nam Mỹ, bắt đầu từ ngày 6 tháng 1, 1957. Nó đã tập trận phối hợp cùng hải quân nhiều nước Nam Mỹ, và viếng thăm các cảng La Guaira, Venezuela; Rio de Janeiro, Brazil; Montevideo, Uruguay; Mar del Plata và Buenos Aires, Argentina. Nó quay trở về Key West vào ngày 22 tháng 3.
Trong năm tiếp theo, Balao đã bốn lần được phái đến hoạt động tại Căn cứ Hải quân vịnh Guantánamo, Cuba. Chiếc tàu ngầm khởi hành từ Key West vào ngày 19 tháng 7, 1958 cho một đợt đại tu tại Xưởng hải quân Charleston, và sau khi hoàn tất vào ngày 13 tháng 11, nó huấn luyện ôn tập tại các khu vực New London, Connecticut và Newport, Rhode Island. Khi quay trở lại Key West vào ngày 30 tháng 11, nó cùng tàu ngầm Archerfish (SS-311) dành ra 12 ngày trong tháng 12 cho việc huấn luyện tìm-diệt tàu ngầm trước khi quay trở lại hoạt động huấn luyện thường lệ.
Balao được xếp lại lớp như một tàu ngầm phụ trợ với ký hiệu lườn mới AGSS-285 từ ngày 1 tháng 4, 1960, nhưng tiếp tục phục vụ trong vai trò huấn luyện. Vào ngày 3 tháng 3, 1961, nó mô phỏng một tàu ngầm bị bất hoạt dưới đáy biển để phục vụ cho việc thử nghiệm thiết bị thoát hiểm cá nhân mới. Mũ trùm Steinke đã cho phép Trung tá W. F. Mazzone và Đại úy H. E. Steinke, nhà sáng chế thiết bị, trồi lên mặt nước từ độ sâu 318 ft (97 m) chỉ trong vòng 55 giây, xác lập một kỷ lục mới. Thiết bị này trở thành trang bị thoát hiểm cá nhân tiêu chuẩn dành cho mọi tàu ngầm Hoa Kỳ trong giai đoạn Chiến tranh Lạnh.

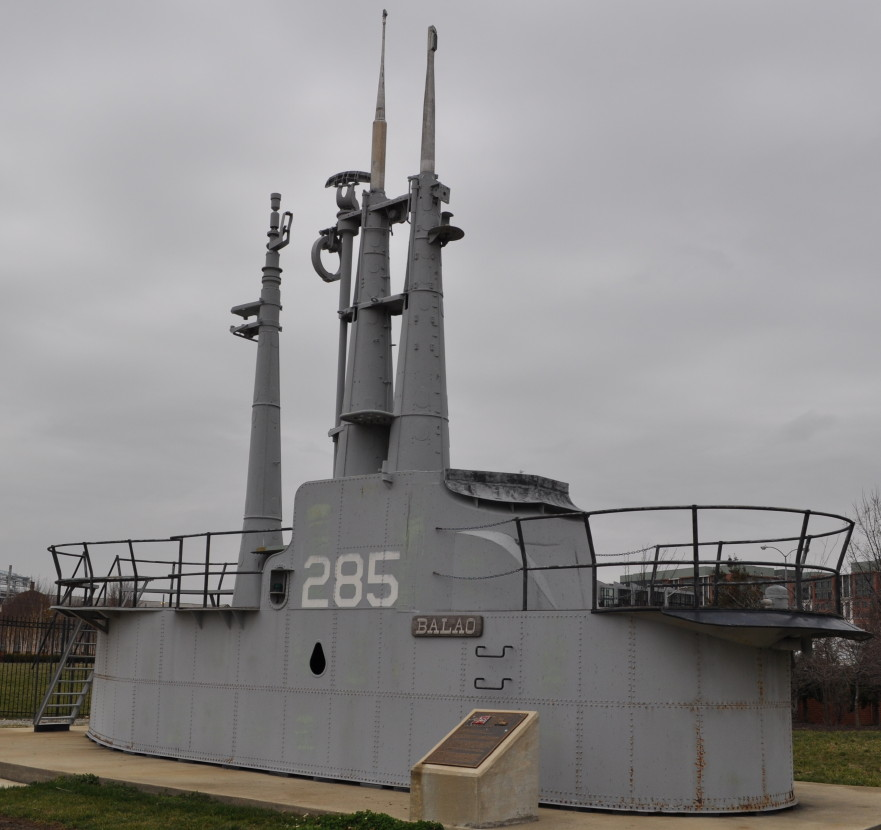
Tháp chỉ huy của Balao được bảo tồn tại Xưởng hải quân Washington

Từ ngày 28 tháng 6 đến ngày 4 tháng 11, Balao được đại tu đồng thời thay thế dàn ắc-quy mới, rồi quay trở lại Key West để tiếp tục vai trò huấn luyện. Đến tháng 4, 1962, mó được phái sang Địa Trung Hải để hoạt động cùng Đệ Lục hạm đội trong bốn tháng, và tham gia tập trận cùng hải quân các nước trong Khối NATO. Chiếc tàu ngầm cũng từng được bố trí đến vùng biển Tây Đại Dương Dương khi xảy ra vụ Khủng hoảng tên lửa Cuba trong tháng 10 và tháng 11, nhưng quay trở lại nhiệm vụ thường lệ sau khi vụ khủng hoảng được giải quyết qua thương lượng ngoại giao.
Vào năm 1963, một ủy ban thanh tra và khảo sát xác định Balao không còn phù hợp để tiếp tục phục vụ. Chiếc tàu ngầm được cho xuất biên chế đồng thời rút tên khỏi danh sách Đăng bạ Hải quân vào ngày 1 tháng 8, 1963. Xác tàu được đánh chìm như một mục tiêu ngoài khơi bờ biển Florida vào ngày 6 tháng 9, 1963, riêng tháp chỉ huy và vỏ bọc kính tiềm vọng được giữ lại và trưng bày tại Bảo tàng Quốc gia Hải quân Hoa Kỳ tại Xưởng hải quân Washington, Washington, D.C..

## Phần thưởng
Balao được tặng thưởng chín Ngôi sao Chiến trận do thành tích phục vụ trong Thế Chiến II. Nó được ghi công đã đánh chìm sáu Nhật Bản với tổng tải trọng 31.920 tấn.
|                                                                     |  |  |
| Silver star · Bronze star · Bronze star · Bronze star · Bronze star |  |  |

| Dãi băng Hoạt động Tác chiến                                            | Dãi băng Hoạt động Tác chiến         | Huân chương Chiến dịch Hoa Kỳ        | Huân chương Chiến dịch Hoa Kỳ             |
| Huân chương Chiến dịch Châu Á-Thái Bình Dương với 9 Ngôi sao Chiến trận | Huân chương Chiến thắng Thế Chiến II | Huân chương Chiến thắng Thế Chiến II | Huân chương Viễn chinh Lực lượng Vũ trang |